# Saturday (canción de Twenty One Pilots)
«Saturday» —en español: Sábado— es una canción del dúo estadounidense Twenty One Pilots, lanzado el 18 de mayo de 2021, a través de Fueled by Ramen, como el tercer sencillo de su sexto álbum de estudio Scaled and Icy (2021). Fue escrito y producido por el líder del dúo, Tyler Joseph, con Greg Kurstin acreditado como coproductor. Un video musical de la canción fue lanzado el 8 de julio de 2021.

## Antecedentes
El puente de la canción presenta un clip de audio de una llamada telefónica con la esposa de Tyler Joseph, Jenna, en la que ella anima a Joseph a seguir adelante con la creación de la pista. Joseph dijo que estaba grabando y decidió que encajaba perfectamente en la canción. Jenna quería volver a grabar el audio, ya que no le gustaba la forma en que sonaba, pero Joseph la convenció de que se quedara.
La canción fue creada mientras se comunicaba virtualmente ya que la pandemia de COVID-19 limitó la interacción entre los miembros de la banda.

## Video musical
Tras el lanzamiento de "Saturday", Twenty One Pilots lanzó un video con la letra para promover la canción. Muestra representaciones de imágenes de onda sintética de la década de 1980, combinadas con los colores de Scaled and Icy, predominantemente tonos suaves de rosa, azul y amarillo.
El video musical oficial dirigido por Andrew Donoho fue lanzado el 8 de julio de 2021 y filmado en San Diego, California. Presenta al líder Tyler Joseph y su compañero de banda Josh Dun interpretando la canción sobre un submarino mientras la gente entra, antes de que la cámara se dirija hacia el interior, en el que se está celebrando una fiesta y el dúo está actuando. Momentos después, un gigantesco monstruo marino choca deliberadamente contra el submarino, lo que hace que se rompa y comience a inundar mientras el dúo continúa su actuación sumergido en el agua y los invitados entran en pánico. Finalmente, la banda logra escapar del vehículo que se hunde y emerge a la superficie. El video termina con el monstruo marino nadando lentamente, debajo del dúo y los invitados restantes. Hasta el 11 de agosto de 2021, el video musical ha obtenido más de 10 millones de visitas en YouTube.

## Posicionamiento en lista
| Lista (2021)                              | Mejor Posición |
| ----------------------------------------- | -------------- |
| República Checa (Singles Digitál Top 100) | 81             |
| Global 200 (Billboard)                    | 159            |
| New Zealand Hot Singles (RMNZ)            | 14             |
| Reino Unido (UK Singles Chart)            | 97             |
| Estados Unidos (Adult Top 40)             | 30             |
| Estados Unidos (Mainstream Top 40)        | 34             |